# Niederwörresbach

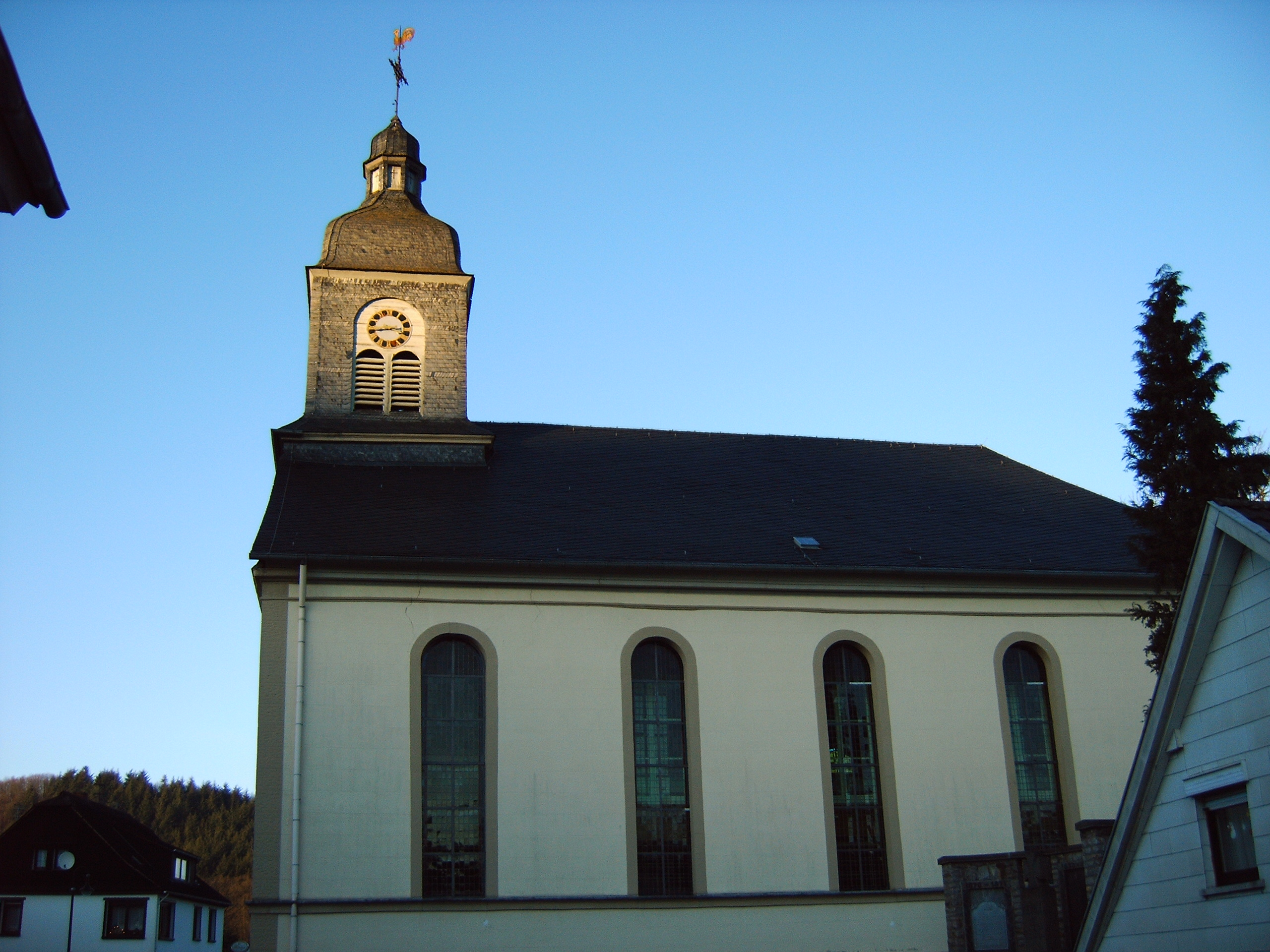
Một nhà thờ ở trung tâm

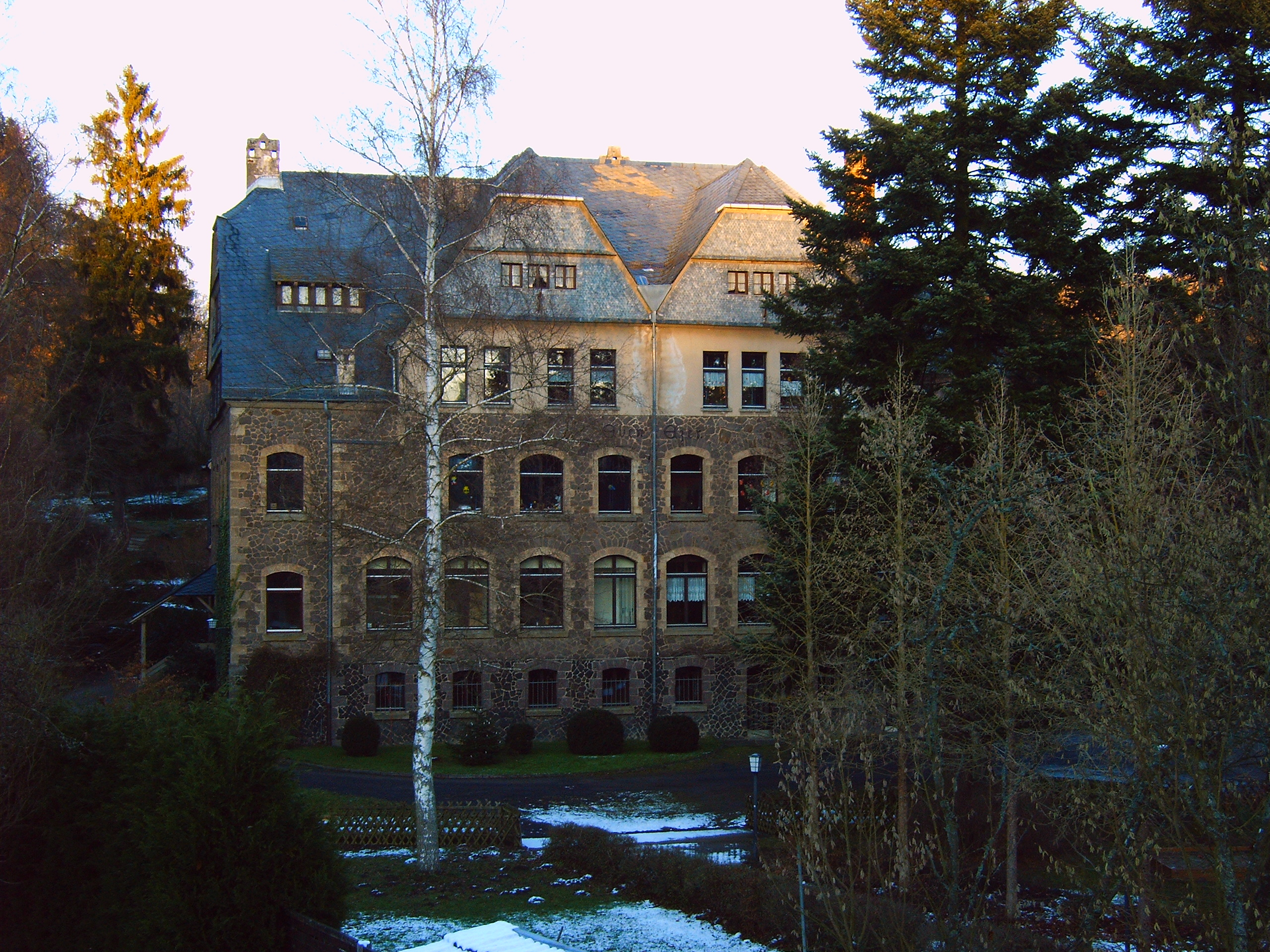
Một căn hộ cổ

 Niederwörresbach là một đô thị thuộc huyện Birkenfeld, bang Rheinland-Pfalz, Đức. Đô thị này có diện tích 9,35 km². Dân số cuối năm 2006 là 1005 người.